# Josep Borràs i Anglada
Josep Borràs i Anglada (Maó, 1931-2024) va ser un cuiner menorquí. Es va formar amb la seva mare Àgueda, que treballava com a cuinera a l'Hotel Sevilla de Maó, i amb la qual va treballar fins al 1955, any que esdevingué cap de cuina del Restaurant Rocamar, al port de Maó, fins al 1995, any que es va jubilar. Des d'aleshores va participar en diverses activitats de popularització i difusió de la cuina menorquina, i va publicar diversos llibres de les receptes més emblemàtiques i tradicionals de l'illa.
Ha estat considerat un dels pares de la cuina menorquina i el novembre del 2016 l’Associació Fra Roger, que va presidir durant anys, va premiar la trajectòria del cuiner. El dia 12 de març de 2024 va ser el representant de la família Borràs en l'acte de reconeixement i homenatge de part d'amics i col·legues de professió a la família del Rocamar.
A banda de la gastronomia va estar vinculat estretament amb la música. Va formar part durant molts anys de la junta de l'associació Amics de s'Òpera de Maó així com també va estar vinculat a la Coral Sant Antoni de Maó i a l'Orfeó Maonès.
Publicacions:
La millor cuina de l’illa de Menorca
La cuina dels menorquins
La cocina de Menorca: las mejores recetas de la tierra y del mar
Televisió:
Bona Cuina (TV3). Josep Borràs ens ensenya a preparar unes albergínies farcides amb beixamel i peix. Restaurant Rocamar de Maó, a Menorca: albergínies farcides de mero.